# Xã Haight, Michigan
Xã Haight (tiếng Anh: Haight Township) là một xã thuộc quận Ontonagon, tiểu bang Michigan, Hoa Kỳ. Năm 2010, dân số của xã này là 212 người.